# Commelina giorgii
Commelina giorgii är en himmelsblomsväxtart som beskrevs av De Wild. Commelina giorgii ingår i släktet himmelsblommor, och familjen himmelsblomsväxter. Inga underarter finns listade.